# Fanny Geefs
Fanny Geefs, född Corr 2 maj 1807 i Bryssel, död 23 januari 1883 i Schaerbeek, var en belgisk konstnär.